# Dudihal, Bijapur
Dudihal là một làng thuộc tehsil Bijapur, huyện Bijapur, bang Karnataka, Ấn Độ.